# Batalla de Populonia
La batalla de Populonia tuvo lugar en el año 282 a. C., entre Roma y los etruscos. Los romanos resultaron victoriosos, y la amenaza etrusca sobre Roma disminuyó de manera brusca después de esta batalla.